# Jill Lindström
Jill Lindström, född 1951, är en svensk konstnär, verksam i Göteborg, som främst arbetar med objekt, installationer och skulptur.
Hon har haft separatutställningar på bland annat galleri 54 i Göteborg, galleri Rostrum i Malmö, Trollhättans Konsthall och Örebro Konstmuseum. Hon finns representerad vid Göteborgs konstmuseum och statens konstråd. Offentliga skulpturer av henne finns bland annat i Sandrinoparken i Linköping, Gårdsten i Göteborg och Sannegårdshamnen i Göteborg, och hon har gjort flera verk för skolor och förskolor.
Utöver sitt eget konstnärliga arbete är hon lärare, bland annat som gästlärare vid Konsthögskolan Valand 2006–2011 och som huvudlärare i skulptur på Dômen konstskola 1998–2017.